# Luo Ronghuan
Luo Ronghuan (förenklad kinesiska: 罗荣桓; traditionell kinesiska: 羅榮桓; pinyin: Luó Rónghuán; Wade–Giles: Lo Jung-huan), född 26 november 1902, död 16 december 1963 i Peking, var en kinesisk kommunistisk militärledare. Han tjänstgjorde som vice ordförande i nationella folkkongressens ständiga utskott.

## Biografi
Luo föddes i en by i Hengshan County, Hunan. Vid 17 års ålder skrev han sig in på Xiejun Middle School i Changsha. Fem år senare började han gå på Shandonguniversitetet (då Qingdaos privata universitet) och avslutade en förberedande kurs 1926. Han gick med i Kinas kommunistiska ungdomsförbund i april 1927 och Kinas kommunistiska parti senare samma år. Han var den ende av de tio senare marskalkarna som hade följt Mao i höstskördeupproret. Under den långa marschen tjänstgjorde han som säkerhetschef för den kinesiska röda armén.
Efter andra världskriget tjänstgjorde Luo som politisk kommissarie för Lin Biao i nordöstra Kina under det kinesiska inbördeskriget. Efter bildandet av Folkrepubliken Kina 1949 blev han stabschef för folkets befrielsearmé. Han blev marskalk 1955. Luo var medlem av kommunistparitets 7:e centralkommitté och den 8:e politbyrån. När Luo dog 1963 deltog både Mao och Lin Biao på hans begravning; hans begravning var en av de endast två begravningar som marskalk Lin Biao deltog i, den andra var begravningen av hans tidigare stabschef och överbefälhavare för FBA-flygvapnet general Liu Yalou.